# Behack
Behack est un village du département du Nkam au Cameroun. Situé dans la commune rurale de Ndobian, il est localisé sur la piste piétonne depuis Balam.Actuellement dirigé par Sa majesté ESSOME RAPHAËL ROGER qui a succédé à son père.

## Population et environnement
En 1967, le village de Behack  avait 250 habitants. La population est essentiellement composée des Biboum. La population de Behack était de 204 habitants dont 88 hommes et 116 femmes, lors du recensement de 2005. 